# Wolfgang Heidenfeld
Wolfgang Heidenfeld (pronunciació alemanya: [ˈvɔlfɡaŋ haɪ̯dənfɛlt]; 29 de maig de 1911 - 3 d'agost de 1981) fou un jugador d'escacs sudafricà d'origen jueu alemany. Nascut a Berlín, va haver d'emigrar des d'Alemanya a Sud-àfrica perquè era jueu.

## Biografia
Heidenfeld va guanyar el Campionat d'escacs de Sud-àfrica vuit cops, i va representar el país a les Olimpíades d'escacs del 1958. A banda de jugar als escacs, també va fer d'escriptor, venedor a domicili, periodista, i escriptor de mots encreuats. També, a banda de jugar als escacs, tenia com a aficions el pòquer, el bridge i la filatèlia. Durant la II Guerra Mundial va ajudar a decodificar missatges alemanys en favor dels Aliats.
El 1955 va vèncer l'excampió del món Max Euwe. També va guanyar partides contra Miguel Najdorf, Joaquim Durao i Ludek Pachman. Mai va tenir el títol de Mestre Internacional tot i que sí que va assolir els requisits mínims per a tenir-lo però va declinar el títol de la FIDE.
Va escriure diversos llibres, incloent Chess Springbok, My Book of Fun and Games, Grosse Remispartien (en alemany; n'hi ha una versió en anglès titulada Draw!, editada per John Nunn, de 1982), i Lacking the Master Touch (1970).
El 1957, després de visitar Irlanda, es va mudar a Dublín. El 1979 la família es va mudar a Ulm on va morir dos anys després.
Heidenfeld fou campió d'Irlanda els anys 1958, 1963, 1964, 1967, 1968, i 1972.
Va guanyar el tradicional Leinster Chess Championship els anys 1965, 1969 (compartit) i 1972.
Va formar part de l'equip olímpic irlandès els anys 1966, 1968, 1970 i 1974; i al del Campionat d'Europa per equips el 1967.
El seu fill Mark Heidenfeld és Mestre Internacional, ha jugat representant Irlanda, i va guanyar el Campionat d'escacs d'Irlanda l'any 2000.
The Heidenfeld Trophy, the second division, of the Leinster chess league, is named in his honour.